# Стеф'юк Юрій Іванович
Юрій Іванович Стеф'юк (Псевдо: Глинка; 12 березня 1922, с. Олешків, тепер Заболотівська селищна громада, Коломийський район, Івано-Франківська область — ?) — кур'єр ЗП УГВР та Проводу ОУН.

## Життєпис
Народився 12 (або 15) березня 1922 року в селі Олешків (тепер Заболотівська селищна громада, Коломийський район, Івано-Франківська область).
Випускник підстаршинської школи «Олені», у середині червня 1944 року був направлений в розпорядження Володимира Павлика-«Ірка» - шефа штабу ВО-6 «Сян». Служив у сотні «Ударники-1» під командою Романа Гробельського-«Бродича». Наприкінці осені 1947 року пробивається із залишками сотні до Західної Німеччини.
Слухач американської розвідувальної школи в Західній Німеччині в 1951 - 1952. Десантувався в Україну разом із Левком Чепілем з американського літака як кур'єр ЗП УГВР з поштою для Проводу ОУН 12 серпня 1952 року біля села Криве тодішнього Боринського району Дрогобицької області. Перехоплений легендованою спецгрупою МГБ, яка здійснювала оперативні заходив в рамках реалізації радіогри із закордонним центром.
Затриманий 27 серпня 1952 року в лісі біля села Козаківка тодішнього Болехівського району Івано-Франківської області. 
Погодився на співпрацю з органами МДБ, у 1962 році разом із М. Яременком та І. Жилавим підписав звернення «На світлу дорогу: (Звернення колишніх оунівців до членів ОУН та до всіх українців на чужині)».
Подальша доля невідома.